# Сыктывдинский район
Сыктывдинский район (коми Сыктывдін район) — административно-территориальная единица и муниципальное образование (муниципальный район) в составе Республики Коми Российской Федерации.
Административный центр — село Выльгорт.
Сыктывдинский район приравнен к районам Крайнего Севера.

## География
Район находится в юго-западной части Республики Коми. По территории района протекают реки Сысола, Вычегда и их притоки. Район со всех сторон окружает столицу республики — Сыктывкар. По территории района проходит федеральная автодорога Р176 «Вятка» (участок «Киров — Сыктывкар»). Территория района — 7404,7 км², что составляет 1,8 % площади Республики Коми. Рельеф представляет полого-увалистую равнину, расчлененную развитыми речными долинами, почти плоскую в междуречьях. Почвы: пойменные, сильно подзолистые, подзолисто-болотные. Территория района расположена в подзоне средней тайги. Леса елово-сосновые с примесью березы, ольхи, осины.
Полезные ископаемые
Глина кирпичная, песок, гравий, мергель, имеются рудопроявления титана и железа.
Водоёмы
Рыбохозяйственные водоёмы — реки Вычегда, Сысола, Пожег, Кылтымъю, Лэпъю, Нювчим и др.

## История
Сыктывдинский район был образован 15 июля 1929 года в составе Северного края.

## Население
| 2002    | 2006    | 2009    | 2010    | 2011    | 2012    | 2013    | 2014    | 2015    |
| ------- | ------- | ------- | ------- | ------- | ------- | ------- | ------- | ------- |
| 24 226  | ↘23 500 | ↗24 586 | ↘22 660 | ↗22 704 | ↗23 174 | ↗23 445 | ↗23 631 | ↗23 936 |
| 2016    | 2017    | 2018    | 2019    | 2020    | 2021    | 2024    |         |         |
| ↗24 111 | ↗24 194 | ↗24 262 | ↗24 392 | ↗24 468 | ↘21 795 | ↘21 442 |         |         |

### Национальный состав
По переписи 2010 года:  
- русские — 10731 чел. (47,6 %),
- коми — 10349 чел. (45,9 %),
- украинцы — 522 чел. (2,3 %)
- указавшие национальность — 22532 чел. (100,0 %).
- Всего — 22660 чел.

По итогам переписи населения 2020 года проживали следующие национальности (национальности менее 0,1 % и другое, см. в сноске к строке «Другие»):
| Национальность | Численность, чел. | Доля     |
| -------------- | ----------------- | -------- |
| Русские        | 12 251            | 56,21 %  |
| Коми           | 6557              | 30,08 %  |
| Украинцы       | 207               | 0,95 %   |
| Немцы          | 57                | 0,26 %   |
| Белорусы       | 55                | 0,25 %   |
| Цыгане         | 42                | 0,19 %   |
| Чуваши         | 40                | 0,18 %   |
| Молдаване      | 38                | 0,17 %   |
| Татары         | 32                | 0,15 %   |
| Азербайджанцы  | 27                | 0,12 %   |
| Другие         | 2489              | 11,44 %  |
| Итого          | 21 795            | 100,00 % |

## Административно-территориальное устройство
Административно-территориальное устройство, статус и границы Сыктывдинского района установлены Законом Республики Коми от 6 марта 2006 года № 13-РЗ «Об административно-территориальном устройстве Республики Коми»
Район включает 13 административных территорий:
| №  | Административная территория                                    | Административный центр | Населённые пункты                                                                                | Количество населённых пунктов |
| -- | -------------------------------------------------------------- | ---------------------- | ------------------------------------------------------------------------------------------------ | ----------------------------- |
| 1  | село районного значения Выльгорт с подчинённой ему территорией | село Выльгорт          | с. Выльгорт                                                                                      | 1                             |
| 2  | село Зеленец с подчинённой ему территорией                     | село Зеленец           | с. Зеленец, д. Койтыбож, д. Парчег, д. Чукачой                                                   | 4                             |
| 3  | село Лэзым с подчинённой ему территорией                       | село Лэзым             | с. Лэзым, д. Морово                                                                              | 2                             |
| 4  | посёлок сельского типа Мандач с подчинённой ему территорией    | посёлок Мандач         | пст Мандач, пст Новоипатово                                                                      | 2                             |
| 5  | посёлок сельского типа Нювчим с подчинённой ему территорией    | посёлок Нювчим         | пст Нювчим                                                                                       | 1                             |
| 6  | село Озёл с подчинённой ему территорией                        | село Озёл              | с. Озёл, д. Сёйты                                                                                | 2                             |
| 7  | село Пажга с подчинённой ему территорией                       | село Пажга             | с. Пажга, д. Гаръя, пст Гарьинский, д. Жуэд, д. Парчим, д. Разгорт, д. Савапиян                  | 7                             |
| 8  | село Палевицы с подчинённой ему территорией                    | село Палевицы          | с. Палевицы, д. Гавриловка, д. Ивановка, пст Пычим, д. Сотчемвыв, д. Тупицыно                    | 6                             |
| 9  | село Слудка с подчинённой ему территорией                      | село Слудка            | с. Слудка, д. Большая Парма, д. Ипатово, пст Позялэм, д. Прокопьевка, пст Усть-Пожег, д. Шыладор | 7                             |
| 10 | село Часово с подчинённой ему территорией                      | село Часово            | с. Часово, д. Большая Слуда, д. Красная, пст Кэччойяг, д. Малая Слуда, пст Язель                 | 6                             |
| 11 | село Шошка с подчинённой ему территорией                       | село Шошка             | с. Шошка, д. Граддор                                                                             | 2                             |
| 12 | село Ыб с подчинённой ему территорией                          | село Ыб                | с. Ыб, д. Березник, д. Захарово, д. Каргорт, д. Мальцевгрезд                                     | 5                             |
| 13 | посёлок сельского типа Яснэг с подчинённой ему территорией     | посёлок Яснэг          | пст Яснэг, пст Кемъяр, пст Мет-Устье, пст Поинга                                                 | 4                             |

д. — деревня
пст — посёлок сельского типа
с. — село

## Муниципально-территориальное устройство
В Сыктывдинский муниципальный район входят 13 сельских поселений:
| №     | Муниципальное образование | Административный центр | Количество населённых пунктов | Население (чел.) | Площадь (км²) |
| ----- | ------------------------- | ---------------------- | ----------------------------- | ---------------- | ------------- |
| 1e-06 | Сельское поселение:       |                        |                               |                  |               |
| 1     | Выльгорт                  | село Выльгорт          | 1                             | ↘10 564          | 14,25         |
| 2     | Зеленец                   | село Зеленец           | 4                             | ↗3386            | 561,00        |
| 3     | Лэзым                     | село Лэзым             | 2                             | ↗543             | 14,86         |
| 4     | Мандач                    | посёлок Мандач         | 2                             | ↗158             | 5,10          |
| 5     | Нювчим                    | посёлок Нювчим         | 1                             | ↗533             | 2,74          |
| 6     | Озёл                      | село Озёл              | 2                             | ↘109             | 8,12          |
| 7     | Пажга                     | село Пажга             | 7                             | ↘1858            | 34,64         |
| 8     | Палевицы                  | село Палевицы          | 6                             | ↗1104            | 25,57         |
| 9     | Слудка                    | село Слудка            | 7                             | ↘422             | 17,41         |
| 10    | Часово                    | село Часово            | 6                             | ↗1023            | 33,31         |
| 11    | Шошка                     | село Шошка             | 2                             | ↘568             | 74,25         |
| 12    | Ыб                        | село Ыб                | 5                             | ↘711             | 13,15         |
| 13    | Яснэг                     | посёлок Яснэг          | 4                             | ↗816             | 1648,58       |

## Населённые пункты
В Сыктывдинском районе 49 населённых пунктов. 
| №  | Населённый пункт | Тип     | Население | Сельское поселение |
| -- | ---------------- | ------- | --------- | ------------------ |
| 1  | Березник         | деревня | 3         | Ыб                 |
| 2  | Большая Парма    | деревня | 31        | Слудка             |
| 3  | Большая Слуда    | деревня | 89        | Часово             |
| 4  | Выльгорт         | село    | ↘10 564   | Выльгорт           |
| 5  | Гавриловка       | деревня | 98        | Палевицы           |
| 6  | Гаръя            | деревня | 437       | Пажга              |
| 7  | Гарьинский       | посёлок | ↘331      | Пажга              |
| 8  | Граддор          | деревня | 27        | Шошка              |
| 9  | Жуэд             | деревня | 20        | Пажга              |
| 10 | Захарово         | деревня | 240       | Ыб                 |
| 11 | Зеленец          | село    | ↘2844     | Зеленец            |
| 12 | Ивановка         | деревня | 221       | Палевицы           |
| 13 | Ипатово          | деревня | 49        | Слудка             |
| 14 | Каргорт          | деревня | 38        | Ыб                 |
| 15 | Кемъяр           | посёлок | ↘189      | Яснэг              |
| 16 | Койтыбож         | деревня | 103       | Зеленец            |
| 17 | Красная          | деревня | 156       | Часово             |
| 18 | Кэччойяг         | посёлок | 48        | Часово             |
| 19 | Лэзым            | село    | 413       | Лэзым              |
| 20 | Малая Слуда      | деревня | 134       | Часово             |
| 21 | Мальцевгрезд     | деревня | 68        | Ыб                 |
| 22 | Мандач           | посёлок | 212       | Мандач             |
| 23 | Мет-Устье        | посёлок | 4         | Яснэг              |
| 24 | Морово           | деревня | 9         | Лэзым              |
| 25 | Новоипатово      | посёлок | 82        | Мандач             |
| 26 | Нювчим           | посёлок | ↗533      | Нювчим             |
| 27 | Озёл             | село    | 172       | Озёл               |
| 28 | Пажга            | село    | ↘1107     | Пажга              |
| 29 | Палевицы         | село    | 612       | Палевицы           |
| 30 | Парчег           | деревня | 211       | Зеленец            |
| 31 | Парчим           | деревня | 29        | Пажга              |
| 32 | Позялэм          | посёлок | 36        | Слудка             |
| 33 | Поинга           | посёлок | 112       | Яснэг              |
| 34 | Прокопьевка      | деревня | 35        | Слудка             |
| 35 | Пычим            | посёлок | 15        | Палевицы           |
| 36 | Разгорт          | деревня | 20        | Пажга              |
| 37 | Савапиян         | деревня | 107       | Пажга              |
| 38 | Сёйты            | деревня | 68        | Озёл               |
| 39 | Слудка           | село    | 301       | Слудка             |
| 40 | Сотчемвыв        | деревня | 200       | Палевицы           |
| 41 | Тупицыно         | деревня | 15        | Палевицы           |
| 42 | Усть-Пожег       | посёлок | 123       | Слудка             |
| 43 | Часово           | село    | 506       | Часово             |
| 44 | Чукачой          | деревня | 59        | Зеленец            |
| 45 | Шошка            | село    | 477       | Шошка              |
| 46 | Шыладор          | деревня | 34        | Слудка             |
| 47 | Ыб               | село    | ↘513      | Ыб                 |
| 48 | Язель            | посёлок | 112       | Часово             |
| 49 | Яснэг            | посёлок | 796       | Яснэг              |

## Руководство
Глава муниципального района «Сыктывдинский» - руководитель администрации
- Доронина Любовь Юрьевна

Председатель Совета МР «Сыктывдинский»
- Шкодник Александр Михайлович

## Люди, связанные с районом
- Сидоров Иван Фёдорович (18 октября 1895, село Палевицы — 31 мая 1980 года) — начальник лесопункта Усть-Вымского леспромхоза, Коми АССР. Герой Социалистического Труда (08.04.1949)[29].
- Сидорова, Глафира Петровна (р. 1922, село Палевицы) — актриса театра, народная артистка СССР

## Памятники природы
- Сыктывкарский ботанический заказник, расположен на левобережье р. Сысолы в 17 км к югу от Сыктывкара, площадь 167 га. Создан 29.03.1984 года для охраны местообитания северной орхидеи — башмачника настоящего, а также редких видов растений: волчье лыко, медуница, живучка ползучая, любка двухлистная и др.
- Озельский (пойма) ботанический памятник природы, расположен на правом берегу р. Вычегды, между озёрами Седвад и Кельчиаты, площадь 112 га. Создан 29.03.1984 года для сохранения типичной поймы, характерной для среднего течения Вычегды с её волнисто-гривистым ландшафтом.
- Ярегский (ельник) ботанический памятник природы, расположен в верховьях ручья М. Ярега, правого притока Вычегды. Полого-увалистая моренная равнина, сложенная поверхностными песками и супесями. Создан 30.10.1978 года для охраны травянистых видов широколиственных и южнотаежных лесов: сочевичника весеннего, телептериса лесного, кислицы, волчьего лыка и очень редких орхидей (дремлика широколиственного и башмачника настоящего).
- Чернореченское болото — водный памятник природы, расположено на водоразделе рек Пожег и Малая Визинга, в 14 км к юго-западу от п. Новоипатово, площадь 100 га, верхового типа, мощность торфяных залежей — 1,2 м. Охраняется как клюквенное.
- Шиладорское болото — водный памятник природы, расположено в 6,5 км к юго-западу от села Шиладор. Переходное, осоково-древесное и сфагново-древесное болото, средняя глубина 0,75 м, максимальная — 1 метр, площадь — 6,2 га. Охраняется как клюквенное.
- Чернам (Чернамское государственное лесоохотничье хозяйство), организовано в 1971 году для ведения лесного и охотничьего хозяйства.